# Adventures in Voice Acting
Adventures in Voice Acting es el nombre de un documental grabado en formato DVD producido por el estudio Bang Zoom!. The Adventures in Voice Acting contiene entrevistas con 100 actores de voces, productores y directores de filmación. El DVD se lanzó el año 2007.

## Actores de voces
| - Julie Maddalena - Ezra Weisz - Michelle Ruff - Joey Camen - Megan Hollingshead - Eric Stuart - Karen Strassman - Liam O'Brien - Julie Ann Taylor - Veronica Taylor - Rebecca Forstadt - David Neil Black - Doug Stone - Doug Erholtz - Dorothy Elias-Fahn |  | - Wendee Lee - Colleen O'Shaughnessey - Cindy Robinson - Bob Papenbrook - Cristina Valenzuela - Carrie Savage - Dave Mallow - Tom Kenny - Christopher Corey Smith - Colleen Clinkenbeard - Kirk Thornton - Justin Cook - Michelle Rodríguez - Barbara Goodson - Yuri Lowenthal |  | - Debora Rabbai - Christopher Bevins - Kate Higgins - Sandy Fox - Kyle Hebert - Lynn Fischer - Kari Wahlgren - Louise Chamis - Paul St. Peter - Mari Devon - Beau Billingslea - Marc Thompson - Steve Staley - Steve Kramer - Steve Schatzberg |  | - Steven Blum - Mela Lee - Melodee Spevack - Lance Henriksen - Michael Forest - Lex Lang - Scott Page-Pagter - Laura Bailey - Luci Christian - Richard Epcar - Mike McFarland - Mona Marshall - Philece Sampler - Crispin Freeman - Joe Ochman |  | - Stephanie Sheh - Terrence Stone - Lisa Ortiz - Tom Wyner - Tony Oliver - Darrel Guilbeau - Michael McConnohie - Vic Mignogna - Wayne Grayson - Sam Riegel - Michael Sinterniklaas - Kim Strauss - Mary Elizabeth McGlynn - Johnny Yong Bosch |

## Clips semanales
- 4 de agosto de 2006 - Kate Higgins
- 11 de agosto de 2006 - Eric Stuart
- 18 de agosto de 2006 - Michelle Ruff
- 25 de agosto de 2006 - Kyle Hebert
- 1 de septiembre de 2006 - Stephanie Sheh
- 8 de septiembre de 2006 - Crispin Freeman
- 15 de septiembre de 2006 - Wendee Lee
- 22 de septiembre de 2006 - Yuri Lowenthal
- 29 de septiembre de 2006 - Veronica Taylor
- 6 de octubre de 2006 - Johnny Yong Bosch
- 13 de octubre de 2006 - Sandy Fox
- 20 de octubre de 2006 - Tony Oliver
- 27 de octubre de 2006 - Laura Bailey
- 3 de noviembre de 2006 - Steven Blum
- 9 de noviembre de 2006 - Julie Maddalena
- 16 de noviembre de 2006 - Vic Mignogna
- 2 de diciembre de 2006 - Debora Rabbai
- 7 de diciembre de 2006 - Bob Papenbrook
- 14 de diciembre de 2006 - Dorothy Elias-Fahn
- 22 de diciembre de 2006 - Steve Staley
- 29 de diciembre de 2006 - Kari Wahlgren
- 4 de enero de 2007 - Yuri Lowenthal (aplazado)
- 11 de enero de 2007 - Veronica Taylor (aplazado)
- 18 de enero de 2007 - Johnny Yong Bosch (aplazado)
- 26 de enero de 2007 - Kate Higgins (aplazado)
- 2 de febrero de 2007 - Tony Oliver (aplazado)
- 10 de febrero de 2007 - Laura Bailey (aplazado)
- 16 de febrero de 2007 - Steven Blum (aplazado)
- 23 de febrero de 2007 - Julie Maddalena (aplazado)
- 2 de marzo de 2007 - Vic Mignogna (aplazado)
- 9 de marzo de 2007 - Debora Rabbai (aplazado)
- 16 de marzo de 2007 - Bob Papenbrook (aplazado)
- 23 de marzo de 2007 - Dorothy Elias-Fahn (aplazado)
- 30 de marzo de 2007 - Steve Staley (aplazado)
- 6 de abril de 2007 - Kate Higgins (aplazado)
- 13 de abril de 2007 - Eric Stuart (aplazado)
- 20 de abril de 2007 - Michelle Ruff (aplazado)
- 27 de abril de 2007 - Kyle Hebert (aplazado)
- 4 de mayo de 2007 - Stephanie Sheh (aplazado)
- 11 de mayo de 2007 - Crispin Freeman (aplazado)
- 18 de mayo de 2007 - Wendee Lee (aplazado)
- 25 de mayo de 2007 - Yuri Lowenthal (aplazado)
- 1 de junio de 2007 - Veronica Taylor (aplazado)
- 8 de junio de 2007 - Johnny Yong Bosch (aplazado)
- 15 de junio de 2007 - Sandy Fox (aplazado)
- 21 de junio de 2007 - Tony Oliver (aplazado)
- 27 de junio de 2007 - Laura Bailey (aplazado)
- 5 de julio de 2007 - Steven Blum (aplazado)
- 12 de julio de 2007 - Julie Maddalena (aplazado)
- 19 de julio de 2007 - Vic Mignogna (aplazado)
- 16 de julio de 2007 - Debora Rabbai (aplazado)
- 2 de agosto de 2007 - Bob Papenbrook (aplazado)
- 9 de agosto de 2007 - Dorothy Elias-Fahn (aplazado)
- 17 de agosto de 2007 - Steve Staley (aplazado)
- 24 de agosto de 2007 - Kari Wahlgren (aplazado)
- 31 de agosto de 2007 - Yuri Lowenthal (aplazado)
- 7 de septiembre de 2007 - Veronica Taylor (aplazado)
- 14 de septiembre de 2007 - Johnny Yong Bosch (aplazado)
- 21 de septiembre de 2007 - Kate Higgins (aplazado)
- 28 de septiembre de 2007 - Tony Oliver (aplazado)
- 5 de octubre de 2007 - Laura Bailey (aplazado)
- 12 de octubre de 2007 - Steven Blum (aplazado)
- 19 de octubre de 2007 - Julie Maddalena (aplazado)
- 26 de octubre de 2007 - Steven Blum (aplazado)
- 30 de noviembre de 2007 - Vic Mignogna (aplazado)
- 31 de diciembre de 2007 - Debora Rabbai (aplazado)
- 1 de febrero de 2008 - Bob Papenbrook (aplazado)